# Synemosynini
Synemosynini è una tribù di ragni appartenente alla Sottofamiglia Synemosyninae della famiglia Salticidae.

## Distribuzione
I due generi oggi noti di questa tribù sono diffusi nelle Americhe: dagli USA all'America meridionale.

## Tassonomia
A giugno 2011, gli aracnologi riconoscono due generi appartenenti a questa tribù:
- Corcovetella Galiano, 1975 — Brasile (1 specie)
- Synemosyna Hentz, 1846 — dagli USA all'America meridionale (19 specie)